# Śnienie
Śnienie – ósmy solowy album Anity Lipnickiej, który ukazał się 3 listopada 2023 roku. Wydawcą jest Dark Gray Productions, za dystrybucję odpowiada e-Muzyka.

## Lista utworów
1. „Amsterdam"
2. „Jak na filmach"
3. „Zasłony"
4. „Między mną a Tobą (Śnienie)"
5. „Eternal"
6. „Nic za złe" feat. Paweł Domagała
7. „Pełnia"
8. „Klucz"
9. „Lawina"
10. „Szklany klosz"
11. „Satori"